# Ippodromo Vincenzo Stefano Breda
L'ippodromo V.S. Breda è il principale impianto per le corse al trotto di Padova. Si trova nella frazione di Ponte di Brenta, alla periferia orientale della città.

## Storia

L'ippodromo Breda nel 1964.

L'ippodromo V.S. Breda negli anni 60.

La vecchia tribuna dell'ippodromo Breda.

La vecchia tribuna (a colori) dell'ippodromo Breda.

La vecchia tribuna dell'ippodromo Breda.

Padova ha una grande tradizione per le corse dei cavalli: non per nulla fu nella grande piazza cittadina di Prato della Valle che nel 1808 si tenne la prima riunione di corse al trotto in Italia. Nel corso del XIX secolo, a Padova fu istituito il regolamento europeo per le corse al trotto e la città divenne capitale internazionale del cavallo sportivo. L'ippodromo fu costruito nel 1901 per volere del senatore Vincenzo Stefano Breda, un industriale dell'acciaio e filantropo protagonista della vita politica patavina dalla seconda metà dell'Ottocento, dal quale l'impianto ha preso il nome. Grande appassionato di ippica, Breda era da tempo noto per il proprio allevamento di trottatori; fu il primo allevatore italiano ad importare cavalli dalla Russia e dagli Stati Uniti, tra i quali Elwood Medium, un campione tuttora ricordato con uno dei gran premi più importanti che si corrono all'ippodromo padovano.
Grande mecenate, fece costruire l'impianto a proprie spese per dare una sede adeguata al trotto padovano e ne finanziò anche le corse che si disputavano. L'ippodromo è stato definito il migliore nell'Italia di inizio Novecento e sorse anche allo scopo di valorizzare la razza equina nata ed allevata nel Paese. Il senatore morì nel gennaio del 1903 e lasciò alla comunità padovana gran parte delle proprie sostanze, compreso l'ippodromo. Nel 1905 fu creata per amministrare tali beni la fondazione filantropica che porta il suo nome, la quale è così diventata proprietaria dell'ippodromo.
Nel 1940, a causa della guerra e di una devastante tromba d'aria, la struttura cominciò a decadere. Il restauro ebbe luogo qualche anno dopo grazie all'imprenditore padovano Ivone Grassetto e la nuova inaugurazione avvenne il 1º maggio 1962. La gestione della struttura fu affidata a "Le Padovanelle", una società facente capo alla famiglia Grassetto che prendeva il nome dalla padovanella, l'antico calesse precursore del moderno sulky. Il giorno dell'inaugurazione fu celebrato con l'istituzione del Gran Premio Padovanelle, tuttora uno dei più importanti della stagione padovana, vinto dal grande Tornese che, quantunque avesse già dieci anni, si impose davanti ad altri campioni come Delfo e l'americano Quick Song. Tra gli altri fuoriclasse che hanno corso sulla pista padovana vi sono Varenne e Top Hanover. Pur mantenendo l'intestazione originale di ippodromo V. S. Breda, la struttura divenne in seguito popolare anche con il nome "Le Padovanelle".
La crisi che ha colpito il settore ippico e uno scandalo che ha coinvolto la Fondazione Breda, proprietaria dell'ippodromo, hanno portato alla chiusura dell'impianto dopo le gare del 18 dicembre 2011. La Fondazione è stata commissariata e l'ippodromo è stato messo in vendita. Le più importanti corse al trotto del Breda erano state temporaneamente trasferite all'ippodromo Sant'Artemio di Treviso, mentre le corse minori erano state revocate. Nel periodo in cui è rimasto chiuso, in una indagine on line denominata I luoghi del cuore, promossa dal Fondo per l'Ambiente Italiano, l'ippodromo di Ponte di Brenta e la vicina Villa Breda si sono piazzati al 189º posto su 10.720 siti segnalati italiani da salvare.
Gli sforzi degli appassionati padovani di ippica, dei lavoratori dell'ippodromo e delle autorità politiche locali per riaprire l'impianto hanno dato i loro frutti nel 2013. In attesa di trovare acquirenti, la Regione Veneto, diventata responsabile dell'impianto dopo il fallimento della Fondazione Breda, lo ha affidato a partire dal settembre del 2013 in gestione temporanea per un anno a una nuova società i cui proprietari si occupavano in precedenza della manutenzione. La ripresa delle corse è avvenuta il 20 settembre.

## Descrizione dell'impianto
L'area su cui si estende il comprensorio dell'ippodromo è di 158.000 m² così suddivisi:
- 16.000 m² occupati da un albergo, un ristorante, due piscine con servizi e campi da tennis
- 85.000 m² destinati al pubblico
- 13.000 m² destinati alla pista da corsa
- 4.000 m² destinati alla pista di allenamento
- 38.000 m² destinati alle scuderie

La pista misura mezzo miglio (804,50 metri) ad 1 metro dalla corda interna, ed è larga 16,41 m nella dirittura d'arrivo, che ha una pendenza del 6,3%. Il sottofondo della pista è in cassonetto misto stabilizzato proveniente dalla zona di Domegliara, mentre il manto sovrastante è composto da frantumato stabilizzato di quella stessa zona. Il manto sabbioso di superficie è di 4 cm, formato da sabbia del Brenta. Attorno alla pista si trova un guard-rail in ferro recintato con una staccionata fatta con paletti in cemento e tavole di abete. La pista di allenamento si snoda per 600 metri ad 1 metro dalla corda interna e si trova all'interno della pista per le competizioni. Il settore scuderie comprende 290 box, 25 sellerie, 2 magazzini, 3 mascalcie ecc. I servizi per gli spettatori comprendono una sala per congressi e banchetti, un bar, un parco giochi per bambini, un piccolo zoo, 2.018 posti a sedere e 3 parcheggi. L'ippodromo è dotato di illuminazione per le corse in notturna.

## Eventi principali
- Gran Premio Elwood Medium
- Gran Premio Le Padovanelle
- Gran Premio Città di Padova
- Gran Premio Padovanelle[11]
- Gran Premio Ivone Grassetto